# 쩐득르엉
쩐득르엉(베트남어: Trần Đức Lương, 1937년 5월 5일 ~ 2025년 5월 20일)은 베트남의 정치인으로, 1997년 9월부터 2006년 6월까지 베트남 국가주석을 지냈다.

## 생애
베트남 중남 연해 지방의 꽝응아이성에서 태어났다. 학교를 졸업한 후, 1955년에 하노이로 옮겨 살았다. 지질학을 배우고 졸업 후, 지도 제작자로서의 일자리를 얻고, 지질총국에 근무했다. 이전, 1959년 베트남노동당(후에 베트남 공산당)에 입당하였다. 1970년대에 당직원이 된다. 1979년, 지질 총국장에 임명되었다. 1982년 3월, 베트남 공산당 제 5회 당대회에 대해 중앙위원 후보가 된다. 동년 12월에는 국가 과학기술 위원회 부위원장이 되어, 1984년에는 위원장에 승격되었다.
1986년 12월, 제6회 당대회에 대해 중앙위원에게 선출되었고, 1987년 부수상으로 취임하고, 1996년 7월 제8회 당대회에 대해 정치국원에게 선출된다. 1997년 7월 제10기 국회의원에게 선출되어 9월 24일 국가 주석으로 취임하였다. 동년 12월의 제8기 당중앙위원회 제4회 총회에서 정치국 상무 위원으로 승격되었다.
2001년 4월, 제9회 당대회에서 정치국 상무 위원회가 폐지되어 정치국원에게만 재선, 당내 서열 제2위가 된다. 2002년 5월, 제11기 국회의원에게 선출되었고, 7월 국가 주석에게 재선된다.
그는 국가 주석 재임 중, 법질서의 유지와 범죄에 대해서 엄격한 자세로 임했다. 2004년 5월 7일, 베트남의 암흑세계의 쯔엉반깜(Trương Văn Cam, 張文甘)의 사형 판결에 대한 사면을 각하하여, 6월 3일에는 형을 집행하였다.
2006년 4월에 개최된 제9회 당대회에서 정치국원을 퇴임하였다. 동년 6월 27일, 임기를 1년 남겨 국가 주석을 사임해, 정계로부터 은퇴하였다.

## 경력
- 1997년~2006년 베트남 국가주석
- 1987년~1992년 베트남 부총리
- 1987년~1992년 베트남 각료위원회 부주석
- 1959년 베트남 공산당 입당